# 소청룡탕

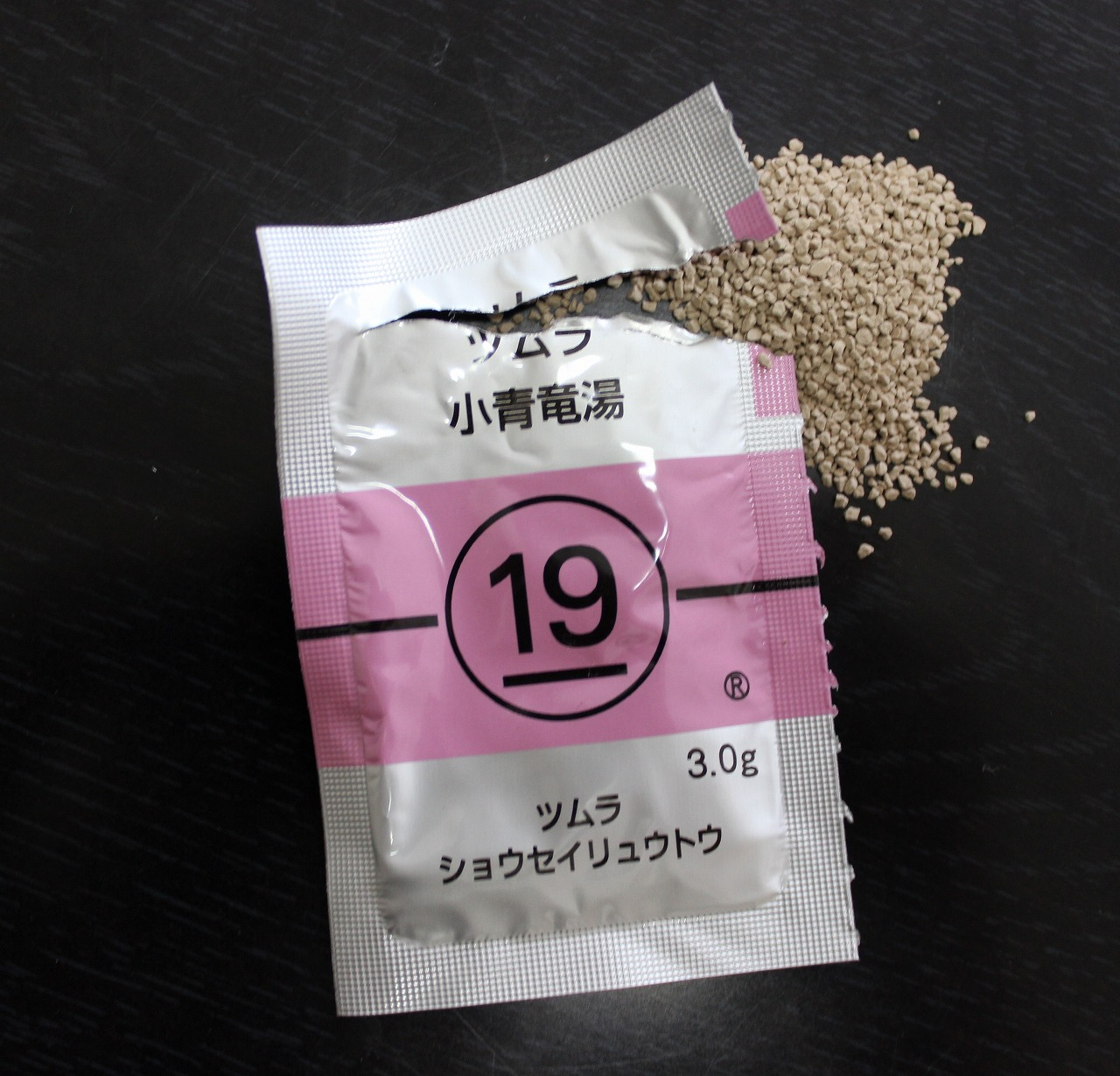
쯔무라 소청룡탕(의료용)의 과립

소청룡탕(小靑龍湯)은 감기로 인한 기침, 콧물 증상에 사용되는 처방으로,  출전은 「상한론」이다. 

## 효과 및 효능
기관지염, 기관지천식, 콧물, 비염, 묽은 담을 수반한 기침

## 임상시험
통년성 코 알레르기 환자 186례(소청룡탕군 92 례, 위약군 94 례)에 따르면 이중 맹검 무작위 시험에서 소청룡탕군은 위약군에 비해 재채기 발작, 콧물, 코 막힘 등이 유의하게 개선되었다[1]. 
묽은 가래, 천명 또는 기침 중 하나를 갖는 경증에서 중등도의 기관지염 환자 200 명(소청룡탕 군 101 명, 위약군 99 명)에 따르면 이중 맹검 무작위 시험에서 소청룡탕군은 위약군에 기침의 횟수, 기침의 강도, 객담이 유의하게 개선되었다[2] . 

## 조성
반하, 건강, 감초, 계지, 오미자, 세신, 작약, 마황

## 금기
다음과 같은 사람은 이 약을 복용하기 전에 의사, 한의사, 치과의사, 약사, 한약사와 상의하여야 한다.
1. 병후의 쇠약기, 현저하게 체력이 쇠약해진 환자(이상반응이 쉽게 나타나고 그 증상이 악화될 수 있다.)
2. 고혈압 환자(질환 및 증상이 악화될 수 있다.)
3. 고령자(일반적으로 고령자는 생리기능이 저하되어 있으므로 감량하는 등 주의할 것.)
4. 심장애 환자(질환 및 증상이 악화될 수 있다.)
5. 신장애 환자(질환 및 증상이 악화될 수 있다.)
6. 부종 환자
7. 지금까지 약에 의해 발진·발적, 가려움 등을 일으킨 적이 있는 환자
8. 의사의 치료를 받고 있는 환자(다른 약물을 투여 받고 있는 환자)
9. 임부 또는 임신하고 있을 가능성이 있는 여성
10. 현저하게 위장이 허약한 환자(식욕부진, 위부불쾌감, 구역, 구토 등이 나타날 수 있다.)
11. 땀이 많이 나는 환자(땀 과다, 전신무력감 등이 나타날 수 있다.)
12. 갑상선기능항진증 환자(질환 및 증상이 악화될 수 있다.)
13. 배뇨장애 환자(질환 및 증상이 악화될 수 있다.)
14. 식욕부진, 구역, 구토의 증상이 있는 환자(증상이 악화될 수 있다.)
15. 당뇨병 환자(마황(에페드린 류)에 의해 글리코겐의 분해가 촉진되어 혈당이 상승할 수 있다.)

## 부작용
다음과 같은 경우 이 약의 복용을 즉각 중지하고 의사, 한의사, 치과의사, 약사, 한약사와 상의하여야 한다.
1. 위알도스테론증 : 요량이 감소하거나 얼굴과 손발이 붓고, 눈꺼풀이 무거워지고, 손이 굳어지고, 혈압이 높아지거나 두통 등(1일 최대 복용량이 감초로서 1g 이상인 제제는 장기간 계속하여 복용할 경우 저칼륨혈증, 혈압상승, 나트륨 체액의 저류, 부종, 체중증가 등의 위알도스테론증이 나타날 수 있으므로, 관찰(혈청칼륨치의 측정)을 충분히 하고 이상이 확인되는 경우 복용을 중지할 것.)
2. 근병증 : 저칼륨혈증의 결과로서 근병증이 나타날 수 있으므로, 관찰을 충분히 하고 무력감, 사지경련, 마비 등의 이상이 확인되는 경우 복용을 중지할 것.
3. 피부 : 발진·발적, 가려움 등
4. 소화기계 : 식욕부진, 위부불쾌감, 구역, 구토 등
5. 간장애 : 전신 권태감, 황달(피부 또는 눈의 흰자위가 황색으로 됨) 등
6. 간질성 폐렴 : 기침을 수반한 숨참, 호흡곤란, 발열 등
7. 비뇨기계 : 배뇨장애
8. 자율신경계 : 불면, 땀 과다, 빠른맥, 소변을 자주 봄, 두근거림, 전신무력감, 정신흥분 등